# Aricia heyni
Aricia heyni är en fjärilsart som beskrevs av Wnukowsky 1929. Aricia heyni ingår i släktet Aricia och familjen juvelvingar. Inga underarter finns listade i Catalogue of Life.